# 521e Infanteriedivisie (Duitsland)
De Duitse 521e Infanteriedivisie (Duits: 521. Infanterie-Division) was een Duitse infanteriedivisie tijdens de Tweede Wereldoorlog. De divisie werd opgericht op 1 november 1939 en deed uitsluitend dienst in Oost-Pruisen. 
Op 1 november 1939 werd de divisie opgericht uit onderdelen van de Grenzschutz-Abschnitt-Kommando 15. De eenheid deed dienst in Oost-Pruisen, waar het stellingen in nam langs de grens met de Sovjet-Unie. Op 18 maart 1940 werd de divisie omgevormd tot de 395e Infanteriedivisie.

## Commandanten
| Naam         | Rang            | Begin            | Eind           |
| ------------ | --------------- | ---------------- | -------------- |
| Wolf Schede  | Generalleutnant | 15 november 1939 | 7 januari 1940 |
| Hans Stengel | Generalleutnant | 7 januari 1940   | 18 maart 1940  |

## Samenstelling (1939)
- Grenzwacht-Regiment 51
- Grenzwacht-Regiment 61